# Bence Pulai
Dans le nom hongrois Pulai Bence, le nom de famille précède le prénom, mais cet article utilise l’ordre habituel en français Bence Pulai, où le prénom précède le nom.
Bence Pulai, né le 21 octobre 1991 à Budapest, est un nageur hongrois spécialiste du papillon.

## Biographie
Il est médaille de bronze aux Championnats d'Europe à Debrecen en 2012 au relais 4 × 100 m quatre nages en ayant seulement couru les séries. Lors de l'édition 2014, il est de nouveau médaillé de bronze sur cette épreuve, mais en ayant nagé en finale.
Il a participé aux Jeux olympiques de Londres 2012, lors desquels il a pris part au relais 4 × 100 m quatre nages (cinquième) et au 200 m papillon (quatorzième).
Son père Imre est un champion olympique de canoë-kayak.